# 폴란드-헝가리 관계
폴란드-헝가리 관계(폴란드어: Stosunki polsko-węgierskie, 헝가리어: Lengyelország-Magyarország kapcsolatok)는 폴란드와 헝가리의 양자 관계에 대해 다룬다. 양국은 유럽 연합의 회원국이며, 비셰그라드 그룹의 일원이다. 그리고 군사적으로 북대서양 조약 기구으로 연결되어 있다.

## 상세

### 중세
폴란드는 슬라브족, 헝가리는 우랄족으로 민족은 다르나, 중세 시대부터 시작된 로마 가톨릭교회와 교황에 충성을 맹세한 기독교 국가로서 정체성을 공유하며 시작하였다. 특히 폴란드의 피아스트 왕조는 헝가리의 아르파드 왕조과 연관이 있었으며, 라슬로 1세는 폴란드 공주 리헤자 공주와 결혼하였다. 두 국가는 근대 시기에도 협력을 지속하며, 특히 오스만 제국에 군사 동맹으로 맞서 대항하였다. 이후 폴란드는 폴란드 분할을 거치며 쇠퇴하였고, 헝가리는 오스트리아-헝가리가 되어 폴란드의 남부 지방의 일부를 점령하였다.

### 근현대
2차대전 당시 두 국가는 나치 독일의 수중 아래로 떨어졌으며, 2차대전 이후 소련의 위성국이 되어 바르샤바 조약 기구의 일원으로 활동하였다. 두 나라 모두 바르샤바 조약군의 체코슬로바키아 침공 당시 군대를 체코에 파병한 경험이 있다. 소련 붕괴 및 바르샤바 조약 기구 해체 이후에 두 국가는 비셰그라드 그룹을 결성하여, 중유럽 및 동유럽 지역에서 소다자 협력을 실행하고 있다. 서방 국가들로부터 포퓰리즘 정치로 비판을 받는 오르반 빅토르 헝가리 총리와 도날트 투스크 폴란드 총리는 정치적으로 매우 가까운 관계이다.

### 유럽 연합 가입
두 나라 모두 유럽 연합에 비교적으로 늦게 가입하였으며, 2004년 5월 1일에 가입하였다. 당시 경제적으로 서유럽 국가들에 비해 상대적으로 낮은 경제 규모의 두 국가들을 위해서 유럽 연합 회원국들은 폴란드와 헝가리에 대한 경제 재건 지원 (PHARE)을 통해 자금을 지원하였다.

### 유럽회의주의
두 나라는 유럽 연합의 회원국들 중 대표적인 유럽회의주의적인 국가들이다. 특히 유럽 연합이 지향하고 있는 난민, LGBT, 민주주의에 대해 반대 및 거부하는 입장을 공통적으로 갖고 있다. 유럽 의회에 이들은 피데스 (유럽 국민당 소속), 법과 정의 (유럽 보수와 개혁 소속) 소속 의원들을 보내며 유럽회의주의적 입장을 고수하고 있다.

### 대러시아 관계
폴란드는 폴란드 분할, 1차 및 2차 대전의 경험으로 인해 러시아에 대한 감정이 매우 나쁘다. 이런 폴란드와 달리 헝가리는 러시아에 대해 매우 우호적인 입장을 취하고 있다. 이러한 대러시아 관계에 있어서 차이는, 러시아-우크라이나 전쟁에 있어서도 두 국가의 상이한 입장을 보여주고 있다. 폴란드는 우크라이나에 대한 지원에 긍정적이나, 헝가리는 부정적인 입장을 취하고 있다. 또한 러시아에 대한 유럽 연합 차원의 경제 제재에 대해서 폴란드는 찬성하나, 헝가리는 꾸준히 반대하는 입장을 견지해왔다.

## 같이 보기
- 폴란드의 대외 관계
- 헝가리의 대외 관계